# Tiro con l'arco ai campionati europei paralimpici 2023
Il tiro con l'arco ai Campionati Europei Paralimpici 2023 si è tenuto dal 16 al 20 agosto 2023.
Ai vincitori di ciascuno degli eventi individuali maschili e femminili composti e ricurvi aperti (eccetto gli eventi per non vedenti) verrà assegnato un posto di qualificazione per le Paralimpiadi estive del 2024

## Podi

### Eventi individuali
| Evento                  | Cat.     | Oro                | Argento                | Bronzo                 |
| ----------------------- | -------- | ------------------ | ---------------------- | ---------------------- |
| Arco composto maschile  | W1       | Maurizio Panella   | Bahattin Hekimoğlu     | Tamás Gáspár           |
| Arco composto maschile  | Open     | Nathan MacQueen    | Fernando Galé Montorio | Jere Forsberg          |
| Arco ricurvo maschile   | Open     | Sadık Savaş        | Guillaume Toucoullet   | Gints Jonasts          |
| Arco composto femminile | Open     | Sevgi Yorulmaz     | Kseniya Markitantova   | Öznur Cüre             |
| Arco ricurvo femminile  | Open     | Elisabetta Mijno   | Yağmur Şengül          | Milena Olszewska       |
| Non vedenti             | Open 1   | Ruben Vanhollebeke | Christos Misos         | Jordi Casellas Albiol  |
| Non vedenti             | Open 2/3 | Daniele Piran      | Kathleen Meurrens      | Giovanni Maria Vaccaro |

### Eventi a squadre
| Evento                  | Cat. | Oro                                                | Argento                                             | Bronzo                                             |
| ----------------------- | ---- | -------------------------------------------------- | --------------------------------------------------- | -------------------------------------------------- |
| Arco composto maschile  | W1   | Turchia Bahattin Hekimoğlu Yiğit Caner Aydın       | Italia Paolo Tonon Maurizio Panella                 | non assegnato                                      |
| Arco composto maschile  | Open | Francia Thierry Joussaume Maxime Guérin            | Spagna Fernando Galé Montorio Adrián Martínez Torre | Paesi Bassi Roy Klaassen Mark de Gier              |
| Arco ricurvo maschile   | Open | Gran Bretagna David Phillips Cameron Rodigan       | Turchia Sadık Savaş Yavuz Papağan                   | Italia Stefano Travisani Giuseppe Verzini          |
| Arco composto femminile | W1   | Italia Asia Pellizzari Dalia Dameno                | non assegnato                                       | non assegnato                                      |
| Arco composto femminile | Open | Turchia Sevgi Yorulmaz Öznur Cüre                  | Italia Eleonora Sarti Maria Andrea Virgilio         | Gran Bretagna Jodie Grinham Jessica Stretton       |
| Arco ricurvo femminile  | Open | Turchia Merve Nur Eroglu Yağmur Şengül             | Italia Elisabetta Mijno Veronica Floreno            | non assegnato                                      |
| Arco composto misto     | W1   | Italia Asia Pellizzari Paolo Tonon                 | Turchia Bahattin Hekimoğlu Nil Mısır                | Gran Bretagna Martin Saych Victoria Kingstone      |
| Arco composto misto     | Open | Gran Bretagna Nathan MacQueen Phoebe Paterson Pine | Italia Eleonora Sarti Matteo Bonacina               | Turchia Murat Turan Öznur Cüre                     |
| Arco ricurvo misto      | Open | Turchia Sadık Savaş Yağmur Şengül                  | Italia Elisabetta Mijno Stefano Travisani           | Italia Ruslan Tsymbaliuk Anna-Viktoriia Shevchenko |

## Medagliere
| Posiz. | Nazione     | Oro | Argento | Bronzo | Totale |
| ------ | ----------- | --- | ------- | ------ | ------ |
| 1      | Turchia     | 6   | 4       | 2      | 12     |
| 2      | Italia      | 5   | 5       | 2      | 12     |
| 3      | Regno Unito | 3   | 0       | 2      | 5      |
| 4      | Belgio      | 1   | 1       | 0      | 2      |
| 4      | Francia     | 1   | 1       | 0      | 2      |
| 6      | Spagna      | 0   | 2       | 0      | 2      |
| 7      | Polonia     | 0   | 1       | 1      | 2      |
| 8      | Cipro       | 0   | 1       | 0      | 1      |
| 9      | Andorra     | 0   | 0       | 1      | 1      |
| 9      | Finlandia   | 0   | 0       | 1      | 1      |
| 9      | Ungheria    | 0   | 0       | 1      | 1      |
| 9      | Lettonia    | 0   | 0       | 1      | 1      |
| 9      | Ucraina     | 0   | 0       | 1      | 1      |
| Totale | Totale      | 16  | 15      | 12     | 43     |